# Sasa borealis
Sasa borealis là một loài thực vật có hoa trong họ Hòa thảo. Loài này được (Hack.) Makino & Shibata miêu tả khoa học đầu tiên năm 1901.